# Rhodacarellus francescae
Rhodacarellus francescae är en spindeldjursart som beskrevs av Athias-Henriot 1961. Rhodacarellus francescae ingår i släktet Rhodacarellus och familjen Rhodacaridae. Inga underarter finns listade i Catalogue of Life.